# Little Obed
La Little Obed  (en anglais : Little Obed River) est un cours d'eau américain qui s'écoule dans le comté de Cumberland, dans le Tennessee. Ce ruisseau se jette dans l'Obed, qui fait partie du système hydrologique du Mississippi.